# Якозитц, Михаэль
Михаэль Якозитц (нем. Michael Jakosits, род. 21 января 1970, Хомбург (Саар), Германия) — немецкий стрелок венгерского происхождения, олимпийский чемпион 1992 года.
Выступал за клуб «Хомбург» (нем. SG 1849 Homburg), стрелковое общество Брауншвейга (нем. Braunschweiger Schützengesellschaft), в настоящее время — за клуб «Вельтенхоф» (нем. Freischütz Veltenhof 1925 e.V).
Сын венгерского стрелка Тибора Якозитца, выступавшего на Олимпийских играх 1964 года и Кристы Якозитц.
Дебют на международной арене состоялся в 1989 году на чемпионате мира в Сараево, где Михаэль в личном зачёте занял 4-е место, в командном первенстве завоевал серебряную медаль.
В 1992 году он получил премию Бэмби.
В 1994 году стал чемпионом Европы.
В 2004 году на Олимпийских играх в Афинах занял пятое место.
По профессии банковский служащий. Проживает в Хоэнварте.